# 1833
1833 (MDCCCXXXIII) byl rok, který dle gregoriánského kalendáře započal úterým.

## Události
- 3. ledna – Britská koruna získala pod svou vládu souostroví Falklandy.
- 4. března – Andrew Jackson nastoupil do úřadu prezidenta USA.
- 8. července – Rusko s Tureckem uzavřelo Smlouvu z Hünkâr-İskelesi o spojenectví.
- 1. srpna – Britský parlament zrušil otrokářství na územích Britského impéria.
- 12. srpna – 350 osadníků založilo město Chicago.
- 29. září – Tříletá Isabela II. nastoupila na španělský trůn.
- Byla založena Městská beseda v Česku.
- Portugalsko se stalo konstituční monarchií, královna Marie II. Portugalská.

### Probíhající události
- 1817–1864 – Kavkazská válka

## Vědy a umění
- 1. ledna – Josef Kajetán Tyl přebral redakci časopisu Jindy a jiní, založil Květy.
- 6. května – Němečtí fyzici Carl Friedrich Gauss a Wilhelm Eduard Weber začali v dolnosaském Göttingenu konstruovat první elektromagnetický telegraf.
- V Německu se začaly vyrábět hnědouhelné brikety.
- Alexandr Sergejevič Puškin vydal v Moskvě první soubornou edici románu Evžena Oněgina.

## Narození

### Česko

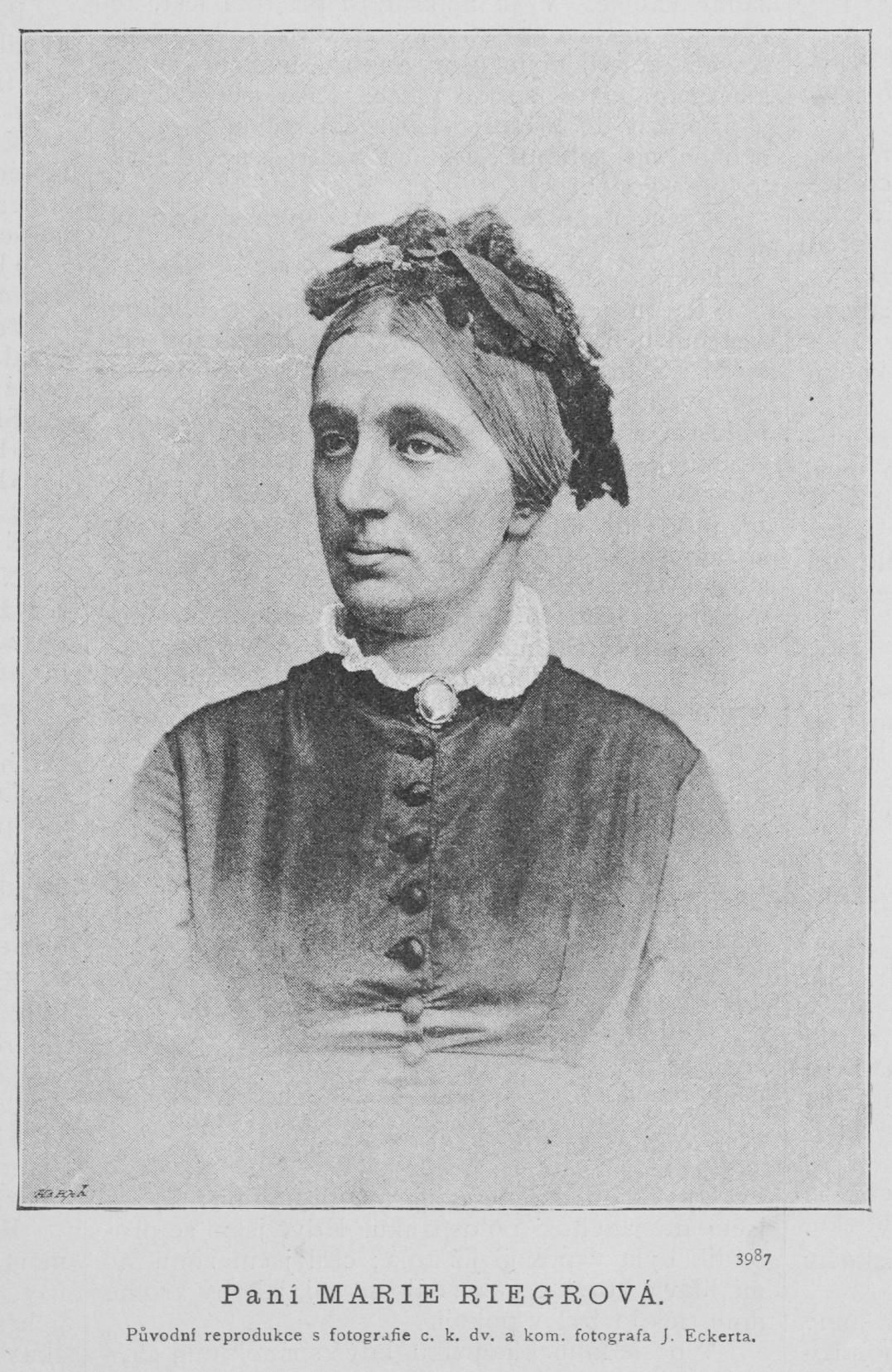
Marie Riegrová-Palacká (* 18. dubna; filantropka)

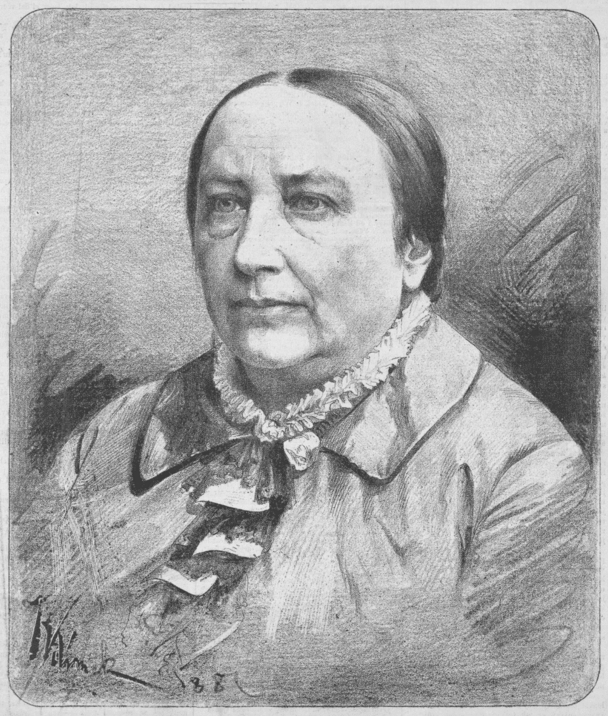
Sofie Podlipská (* 15. května; spisovatelka)

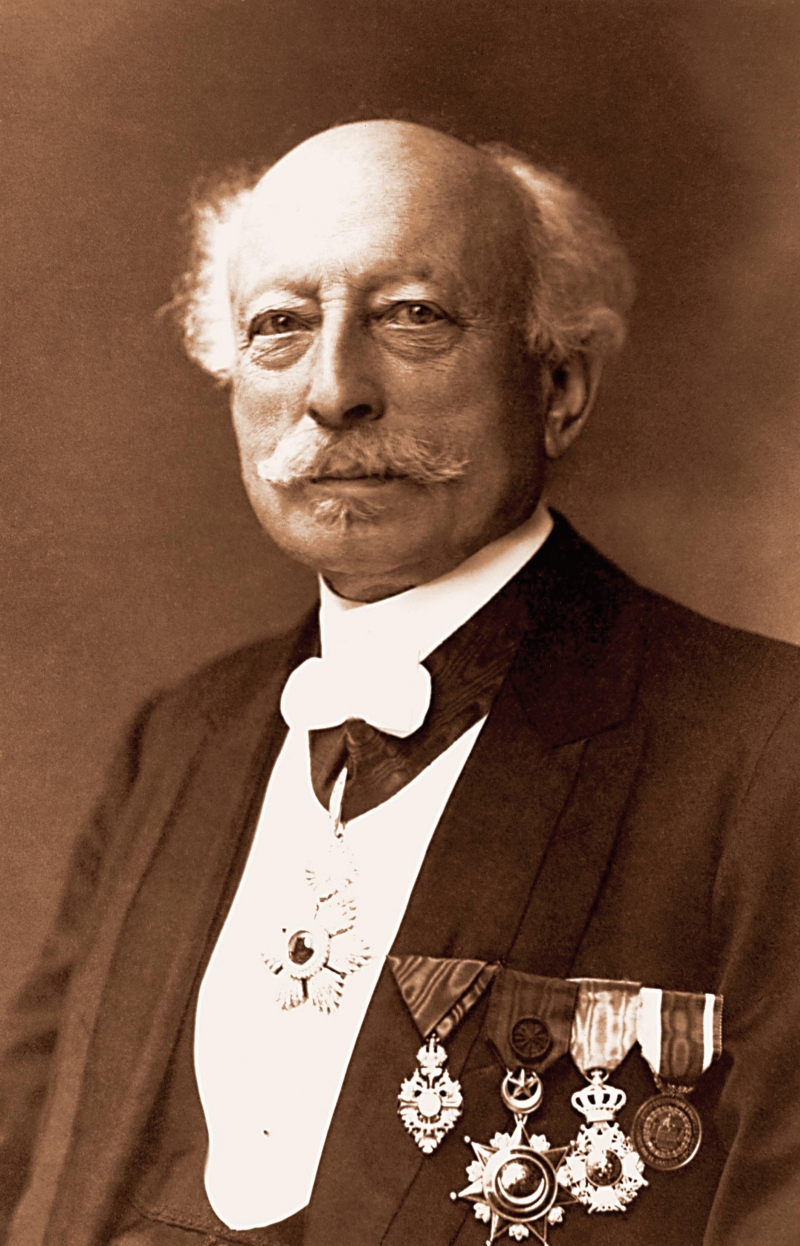
Ludwig Moser (* 18. června; sklář)

- 06. ledna – Melchior Mlčoch, teolog a biblista, děkan olomoucké teologické fakulty († 6. dubna 1917)
- 17. ledna – Theodor Václav Bradský, hudební skladatel († 10. srpna 1881)
- 26. ledna – Josef Barák, novinář, básník a spisovatel († 15. listopadu 1883)
- 05. února – Karel Findinský, generální vikář kostela ve Frýdku († 9. září 1897)
- 15. února – Julius Feifalik, literární historik († 30. června 1862)
- 22. února – Josef Förster mladší, skladatel a hudební pedagog († 3. ledna 1907)
- 27. února – Alois Beer, písmák a naivní malíř († 10. října 1897)
- 22. března – Antonín Čížek, právník a politik († 21. září 1883)
- 23. března – Eduard Novotný, jazykovědec, autor učebnic († 4. ledna 1876)
- 24. března – Gabriel Žižka, podnikatel a vlastenec († 29. ledna 1889)
- 26. března – Antonín Bennewitz, houslista, dirigent a hudební pedagog († 29. května 1926)
- 07. dubna – Josef Scheiwl, malíř a ilustrátor († 10. června 1912)
- 14. dubna – Gustav Winterholler, vysoký státní úředník, starosta Brna († 28. července 1894)
- 18. dubna – Marie Riegrová-Palacká, dcera Františka Palackého, filantropka († 29. března 1891)
- 22. dubna – Jindřich Eckert, fotograf († 28. února 1905)
- 15. května – Sofie Podlipská, spisovatelka († 17. prosince 1897)
- 29. května – Karel Houška, právník, komunální politik v Plzni († 21. dubna 1889)
- 04. června – Karl Panowsky, poslanec Říšské rady a Moravského zemského sněmu a starosta Ivančic († 16. ledna 1894)
- 12. června – Jan Hławiczka starší, slezský komunální politik († 10. srpna 1925)
- 18. června – Ludwig Moser, rytec skla a podnikatel († 27. září 1916)
- 27. června – Karel Čížek, redaktor a poslanec Českého zemského sněmu († 21. ledna 1894)
- 01. července – Eliška Pešková, herečka († 23. května 1895)
- 27. července – Gustav Pfleger Moravský, prozaik, básník a dramatik († 20. září 1875)
- 17. srpna – Karel Cihlář, právník a politik († 21. července 1914)
- 14. září – Jan Václav Lego, národní buditel a spisovatel († 17. září 1906)
- 17. září – Jan Tille, rektor Českého vysokého učení technického († 14. října 1897)
- 21. září – Josef Richard Rozkošný, hudební skladatel, († 3. června 1916)
- 06. října – Antonín Vojáček, katolický děkan a příbramský měšťan († 13. října 1904)
- 12. října – Moses Popper, pražský německý lékař, hygienik a pedagog († 11. února 1885)
- 20. října – Karel Linha, právník, veřejný činitel, starosta Sokola († 9. října 1887)
- 22. října – Josef Rank, slovníkář, lexikograf a archivář († 12. ledna 1912)
- 07. listopadu – Eduard Kittel, pedagog a politik německé národnosti († 1900)
- 25. listopadu
  - Rudolf Thurn-Taxis, šlechtic, právník a mecenáš († 3. července 1904)
  - Václav Křížek, pedagog, vlastenec, politik a kulturní organizátor († 4. června 1881)
- 07. prosince – František Xaver Bakeš, učitel, hudebník, velkostatkář a politik († 6. listopadu 1917)
- 0? – František Hartl, poslanec Českého zemského sněmu († 12. dubna 1896)

### Svět

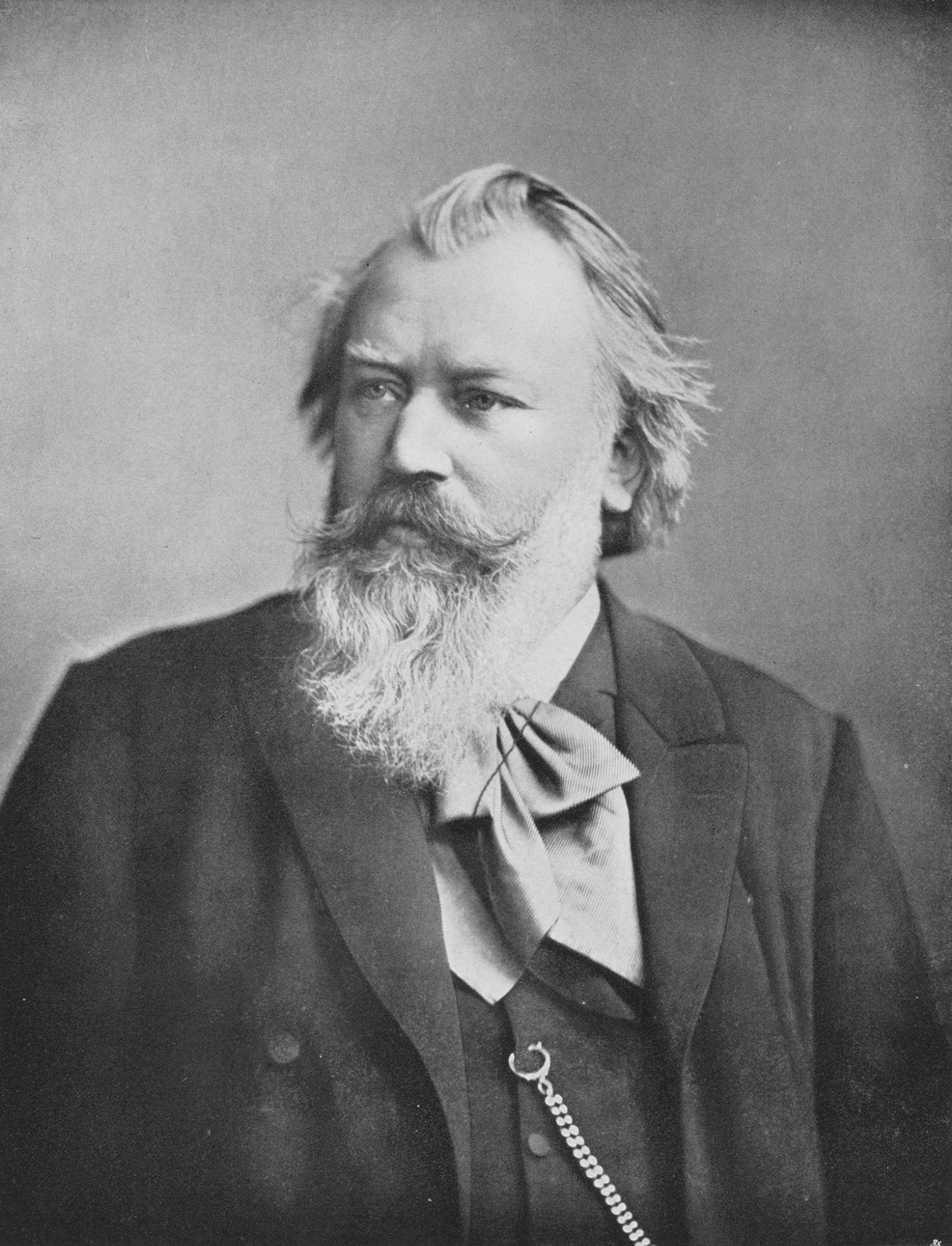
Johannes Brahms (* 7. května; skladatel)

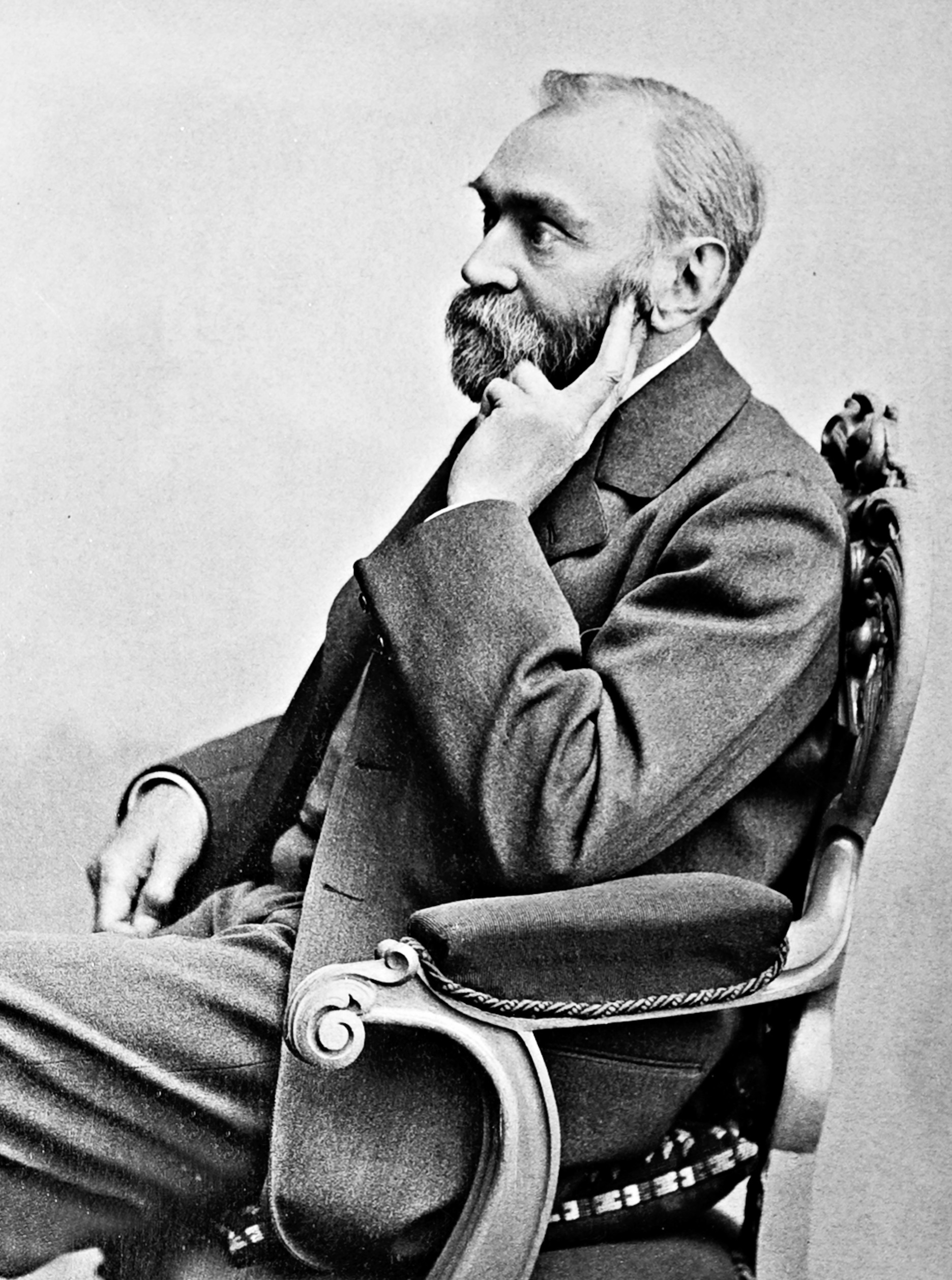
Alfred Nobel (* 21. října; vynálezce)

- 09. ledna – William James Herschel, průkopník daktyloskopie († 24. října 1917)
- 10. ledna – Richard Davies, velšský básník († 14. července 1877)
- 12. ledna – Eugen Dühring, německý filozof a ekonom († 21. září 1921)
- 15. ledna – Louis Paulsen, německý šachový mistr († 18. srpna 1891)
- 19. ledna – Alfred Clebsch, německý matematik († 7. listopadu 1872)
- 28. ledna – Charles George Gordon, britský armádní důstojník († 26. ledna 1885)
- 29. ledna – Carl Frederic Aagaard, dánský malíř († 2. listopadu 1895)
- 11. února – Melville Fuller, americký právník a politik († 4. července 1910)
- 19. února – Élie Ducommun, švýcarský mírový aktivista a držitel Nobelovy ceny míru († 7. prosince 1906)
- 24. února – Eduard Taaffe, rakouský státník († 29. listopadu 1895)
- 02. března – Josef Karel Ludvík Habsbursko-Lotrinský, rakouský arcivévoda († 13. června 1905)
- 13. března – Christian Neuhaus, dánský fotograf († 21. března 1907)
- 28. února – Alfred von Schlieffen, německý polní maršál († 4. ledna 1913)
- 30. března – Charles Horton Peck, americký mykolog († 1917)
- 05. května – Ferdinand von Richthofen, německý geograf, kartograf a cestovatel († 6. října 1905)
- 07. května – Johannes Brahms, německý hudební skladatel († 3. dubna 1897)
- 09. května – Hermann von Spaun, rakousko-uherský admirál († 23. května 1919)
- 11. května – Jean Becker, německý houslista († 10. října 1884)
- 12. května – Georg Emil Hansen, dánský fotograf († 21. prosince 1891)
- 25. května – Alfred Noack, italský fotograf († 21. listopadu 1895)
- 20. června – Léon Bonnat, francouzský malíř († 8. září 1922)
- 29. června – Peter Waage, norský chemik († 13. ledna 1900)
- 07. července – Félicien Rops, belgický malíř, litograf a karikaturista († 23. srpna 1898)
- 17. července – Julius Naue, německý malíř, kreslíř, rytec († 14. března 1907)
- 23. července – Spencer Cavendish, 8. vévoda z Devonshiru, britský státník a šlechtic († 24. března 1908)
- 30. července – Karel Ludvík Rakousko-Uherský, rakouský arcivévoda († 19. května 1896)
- 31. července – Jindřiška Mendlová, německá herečka, manželka bavorského vévody Ludvíka († 12. listopadu 1891)
- 05. srpna – Karola Vasa-Holstein-Gottorpská, saská královna († 15. prosince 1907)
- 20. srpna – Benjamin Harrison, 23. prezident Spojených států († 13. března 1901)
- 28. srpna – Edward Burne-Jones, anglický malíř († 17. června 1898)
- 01. září – Michał Hórnik, lužickosrbský duchovní a slavista († 22. února 1894)
- 19. září – Ludwig von Brenner, německý dirigent a hudební skladatel († 9. února 1902)
- 20. září – Ernesto Teodoro Moneta, italský novinář, pacifista, držitel Nobelovy ceny za mír († 10. února 1918)
- 21. října – Alfred Nobel, vynálezce dynamitu, roku 1895 založil nadaci Nobelovy ceny pro nejlepší vědce světa († 1896)
- 12. listopadu – Alexandr Porfirjevič Borodin, ruský hudební skladatel († 27. února 1887)
- 19. listopadu – Wilhelm Dilthey, německý filosof a psycholog († 1. října 1911)
- 24. listopadu – Jovan Jovanović Zmaj, srbský spisovatel († 3. června 1904)
- 30. listopadu – Artur Hazelius, švédský učitel, jazykovědec a folklorista († 27. května 1901)
- 02. prosince – Édouard Riou, francouzský malíř a ilustrátor († 27. ledna 1900)
- 25. prosince – Eduard von Kindinger, předlitavský státní úředník a politik († 26. dubna 1906)
- 0?
  - Felice Beato, britský fotograf († 29. ledna 1907)
  - Timoleon Filimon, řecký novinář, politik, intelektuál († 7. března 1898)
  - Léon Nagant, belgický konstruktér a výrobce zbraní († 23. února 1900)
  - Kamil Paša, osmanský státník († 14. listopadu 1913)

## Úmrtí

### Česko

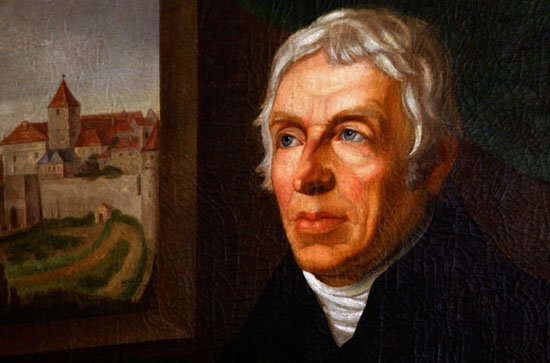
Alois Klar († 25. dubna)

- 19. března – Josef Vlastimil Kamarýt, básník a kněz (* 20. ledna 1797)
- 24. března – Kateřina Veronika Anna Dusíková, klavíristka, harfenistka a skladatelka (* 8. března 1769)
- 25. března – Alois Klar, filantrop, zakladatel Klárova ústavu (* 25. dubna 1763)
- 28. března – Alois Josef Krakovský z Kolovrat, šlechtic a arcibiskup (* 21. ledna 1759)
- 30. května – Josef Slavík, houslista a hudební skladatel (* 26. března 1806)
- 18. srpna – Václav Nedoma, kamenosochař (* 18. září 1778)
- 4. listopadu – Alois Gonzaga z Lichtenštejna, rakouský generál (* 1. dubna 1780)
- 5. listopadu – Josef II. ze Schwarzenbergu, šlechtic (* 27. června 1769)
- 17. prosince – František Jakub Jindřich Kreibich, kněz, kartograf a astronom (* 26. července 1759)
- 27. prosince – Josef František Hurdálek, litoměřický biskup (* 6. listopadu 1747)

### Svět

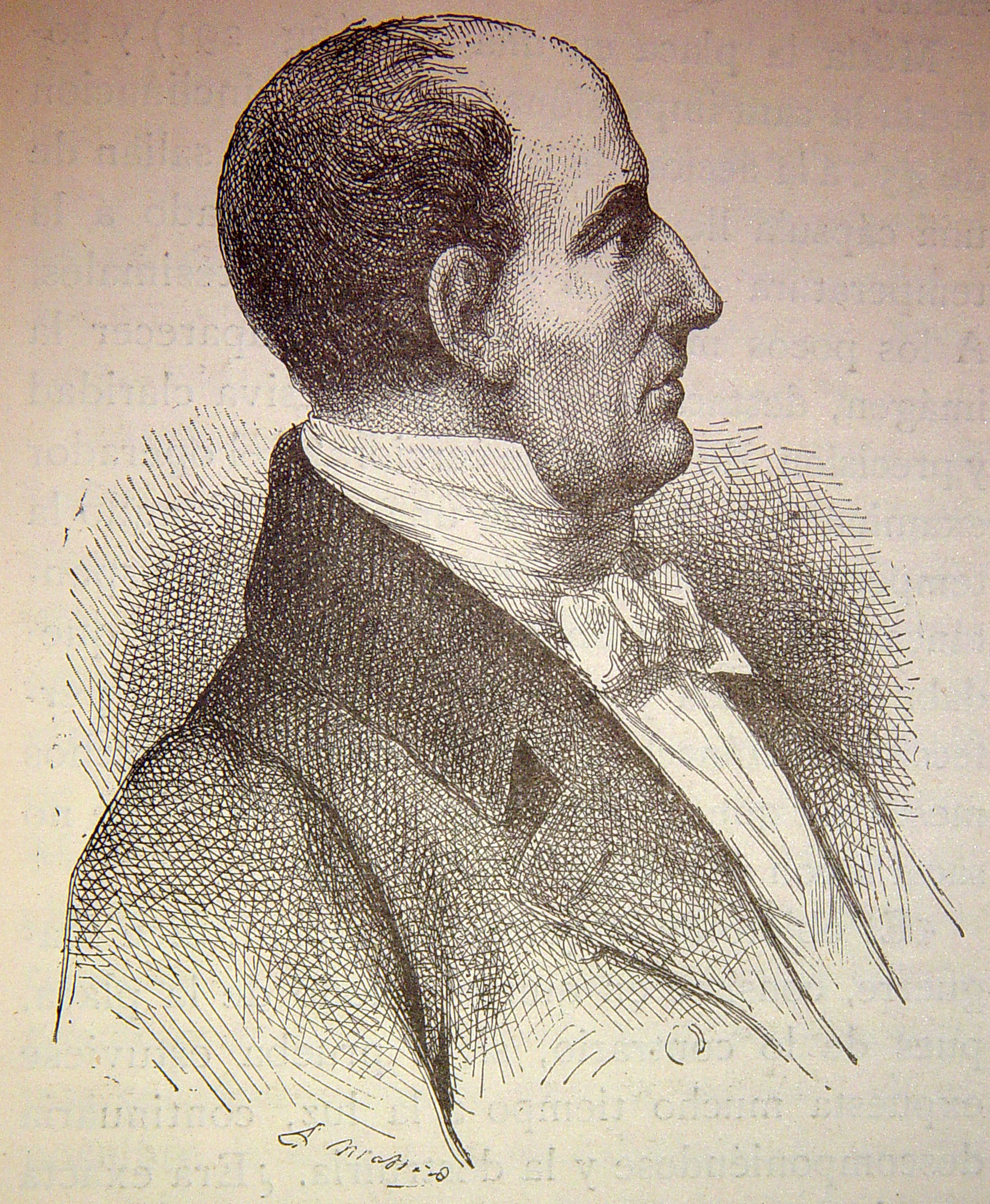
Nicéphore Niépce († 7. března)

- 8. ledna – Edouard Jean-Baptiste Milhaud, francouzský generál (* 10. července 1766)
- 10. ledna – Adrien-Marie Legendre, francouzský matematik (* 18. září 1752)
- 6. února – Pierre André Latreille, francouzský entomolog (* 20. listopadu 1762)
- 5. dubna – Henriette Frölich, německá spisovatelka (* 28. července 1768)
- 6. dubna – Adamantios Korais, řecký humanistický učenec, filolog a spisovatel (* 27. dubna 1748)
- 22. dubna – Richard Trevithick, britský vynálezce, konstruktér parní lokomotivy (* 13. dubna 1771)
- 2. června – Anne-Jean-Marie-René Savary, francouzský generál a politik (* 26. dubna 1774)
- 16. června – Pierre Narcisse Guérin, francouzský malíř (* 13. března 1774)
- 26. června – Mikuláš Zmeškal, slovenský skladatel a úředník (* 20. listopadu 1759)
- 5. července – Nicéphore Niépce, francouzský vynálezce (* 7. března 1765)
- 29. července – William Wilberforce, britský politik a filantrop (* 24. srpna 1759)
- 14. srpna
  - Vincenz August Wagner, rakouský právník (* 7. března 1790)
  - Luigi Cagnola, italský architekt (* 9. června 1762)
- 29. září – Ferdinand VII., španělský král (14. října 1784)
- 14. října – Santos Ladrón de Cegama, španělský generál (* 1784)
- 15. října – Michał Kleofas Ogiński, polský hudební skladatel, diplomat a politik (* 25. září 1765)
- 1. listopadu – Ivan Ivanovič Martynov, ruský filolog a botanik (* 1771)
- 23. listopadu – Jean-Baptiste Jourdan, francouzský generál (* 29. dubna 1762)
- 16. prosince – Friedrich August Kanne, rakouský skladatel, muzikolog a hudební kritik (* 8. března 1778)

## Hlavy států

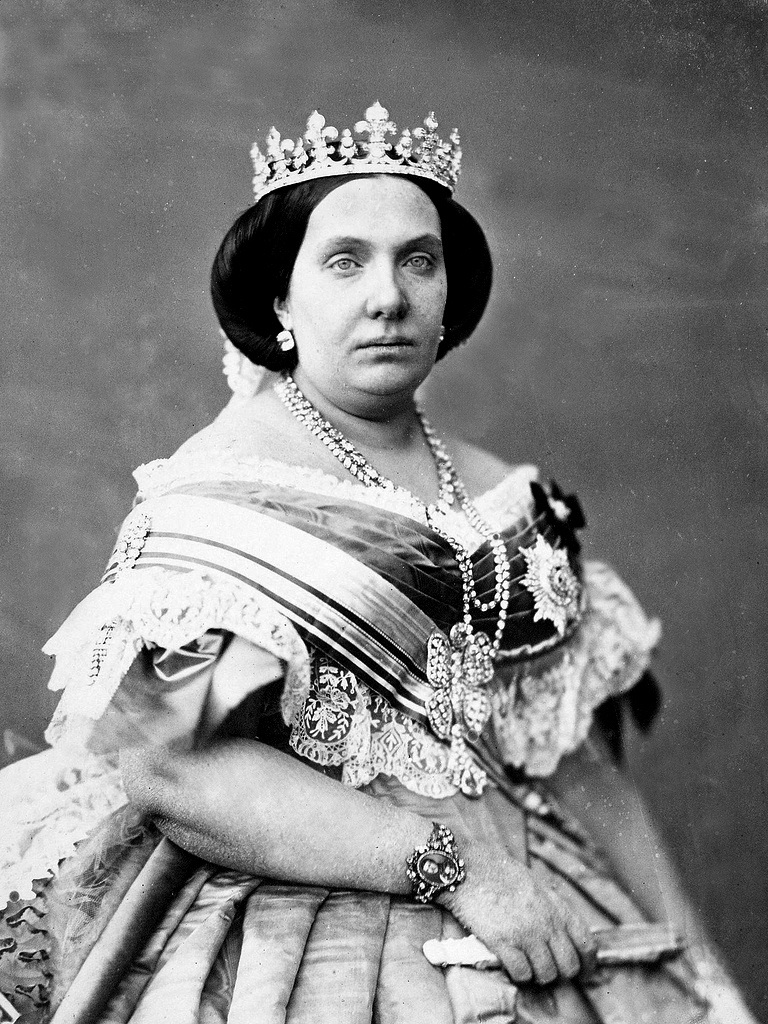
Španělskou královnou se stala Isabela II.

- Francie – Ludvík Filip (1830–1848)
- Království obojí Sicílie – Ferdinand II. (1830–1859)
- Osmanská říše – Mahmut II. (1808–1839)
- Prusko – Fridrich Vilém III. (1797–1840)
- Rakouské císařství – František I. (1792–1835)
- Rusko – Mikuláš I. (1825–1855)
- Spojené království – Vilém IV. (1830–1837)
- Španělsko – Ferdinand VII. (1813–1833) do 29. září / Isabela II. (1833–1868) od 29. září
- Švédsko – Karel XIV. (1818–1844)
- USA – Andrew Jackson (1829–1837)
- Papež – Řehoř XVI. (1830–1846)
- Japonsko – Ninkó (1817–1846)
- Lombardsko-benátské království – Rainer Josef Habsbursko-Lotrinský